# Hyecho
Hyecho (* 704; † 787; 혜초 [hjecʰo], chinesisch 慧超, Pinyin Huìchāo, W.-G. Hui-ch'ao) war ein koreanischer buddhistischer Mönch aus dem Reich Silla. Er war einer von vielen Mönchen, die die Pilgerreise nach Indien unternahmen. Die meisten von ihnen kamen oft unterwegs ums Leben oder waren einfach verschollen. Hyecho aber war einer von wenigen, die bei einer solchen Unternehmung erfolgreich waren.
Er wurde zwar im Reich Silla geboren, aber ging als 16-jähriger buddhistischer Novize nach Guangzhou in China (damals unter der Herrschaft der Tang-Dynastie), um buddhistische Lehre zu studieren. Dort soll er einen Mönch des damaligen Vajrayana-Buddhismus  kennengelernt haben, der aus Indien nach China gekommen war. Durch diese Begegnung soll in ihm Neugier und Wissbegierde auf die wahre oder verborgene Lehre Buddhas erweckt worden sein. Ein Grund, dass damals viele Mönche in die Heimat Buddhas pilgerten.
Im Jahr 723, gerade 19 Jahre alt, reiste Hyecho von ganz südlich gelegener Stadt Guangzhou aus per Schiff nach Indien. Es wird angenommen, dass die Schiffsreise entlang der Küste der südasiatischen Länder erfolgt war und dass Hyecho in der Gegend Kalkutta gelandet hat. Nach der vier Jahre (723 – 727/8) dauernden Erkundungsreise durch Indien kehrte er durch die Seidenstraße (die Pamirgebirge) hindurch in die Hauptstadt der Tang-Dynastie Chang’an (heute Xi’an) zurück.
Seine Reise in Nordwest-Indien und Zentralasien fand in der Zeit des aufstrebenden Islam statt. Diese ähnelte der des Faxian, einem chinesischen Mönch, der drei Jahrhunderte zuvor ebenfalls in diese Region gereist war.
Nach der Rückkehr schrieb er einen Reisebericht namens Wang ocheonchukguk jeon (往五天竺國傳). Wann er verfasst wurde, lässt sich nicht mit Sicherheit sagen. Hyecho war hauptsächlich mit Übersetzungen der buddhistischen Schriften aus Sanskrit ins Chinesische beschäftigt. Überliefert ist, dass er im Jahr 780 ins Kloster Wutai Shan eintrat, um seine Übersetzungsarbeit fortzusetzen. Er starb im Jahr 787 eben dort. Nicht überliefert ist, dass er jemals seine Heimat Korea wiedergesehen hätte.
Ein Teil von Wang ocheonchukguk jeon wurde vom französischen Orientalisten Paul Pelliot 1908 in Höhle 17 des buddhistischen Klosters Dunhuang entdeckt. Eine deutsche Übersetzung wurde von dem deutschen Sinologen Walter Fuchs angefertigt. Ein Team von koreanischen, chinesischen, japanischen und kanadischen Wissenschaftlern hat das Werk ins Englische übertragen. Neben den Werken von Faxian, Song Yun (宋云) und Huisheng (惠生), Xuanzang sowie Yi Jing zählt es zu den großen buddhistischen Reiseberichten.

## Werke
- 往五天竺國傳 (Original in Chinesisch)
- The Hye Ch'o Diary: Memoir of the Pilgrimage to the Five Regions of India. ISBN 0895810247 (UNESCO Collection of Representative Works)